# 마쓰하시 마사루
마쓰하시 마사루(일본어: 松橋 優, 1985년 3월 22일 ~ )는 일본의 전 축구 선수이다.

## 구단 경력
그는 2007년부터 2019년까지 J리그의 오이타 트리니타, 방포레 고후에서 활동하였다.